# Echinobothrium coenoformum
Echinobothrium coenoformum är en plattmaskart som beskrevs av Alexander 1963. Echinobothrium coenoformum ingår i släktet Echinobothrium och familjen Echinobothriidae. Inga underarter finns listade i Catalogue of Life.